# Tüllinger Berg
Der Tüllinger Berg (Kurzform: Tüllinger, in der Schweiz meist Tüllinger Hügel) ist ein 460,2 m ü. NHN hoher teilbewaldeter Berg im Südwesten von Baden-Württemberg, am Dreiländereck von Deutschland, Frankreich und der Schweiz. An seiner breitesten Stelle beträgt die Ost-West-Ausdehnung etwa zwei Kilometer, seine Nord-Süd-Ausdehnung rund fünf Kilometer. Damit bildet er eine natürliche Grenze zwischen den Stadtgebieten von Lörrach und Weil am Rhein. Topographisch signifikant ist die Abbruchkante des Hochgestades der Rheintal- und Wiesenaue. Die Hangneigung des Tüllinger Berges mit seiner westlichen Bergnase prägt das umliegende Landschaftsbild. An den südöstlichen Ausläufern des Berges verläuft die Landesgrenze zwischen Deutschland und der Schweiz.
Der von zahlreichen Wanderwegen durchzogene Tüllinger Berg dient sowohl als Aussichtspunkt als auch als Naherholungsgebiet der Region Markgräfler Hügelland. Wegen seiner Bodenvielfalt und des milden Klimas wird an den Hängen des Tüllingers unter anderem der Markgräfler Wein angebaut. Weite Teile des Berges wurden zu Schutzgebieten erklärt und bilden ein wichtiges Habitat für Flora und Fauna.

## Lage
Der Tüllinger Berg liegt überwiegend innerhalb der Stadtgebietsgrenze von Lörrach, dessen östlich der Bergkuppe gelegener Stadtteil Tüllingen einen Ausblick auf das Dreiländereck, das Rheinknie sowie die umliegenden Städte Lörrach, Weil am Rhein und Basel bietet. An den nordöstlichen Ausläufern des Tüllinger Bergs befindet sich der Stadtteil Tumringen, am nordwestlichen Ende ist die Gemeinde Binzen gelegen. Der Osthang des Tüllinger Bergs ist wenig gegliedert. Verglichen mit dem östlich gelegenen Lörracher Stadtgebiet und der Talachse ragt der Tüllinger gut 160 Meter auf; gegenüber der Stadtfläche von Weil sind es ca. 181 Meter Höhenunterschied. 

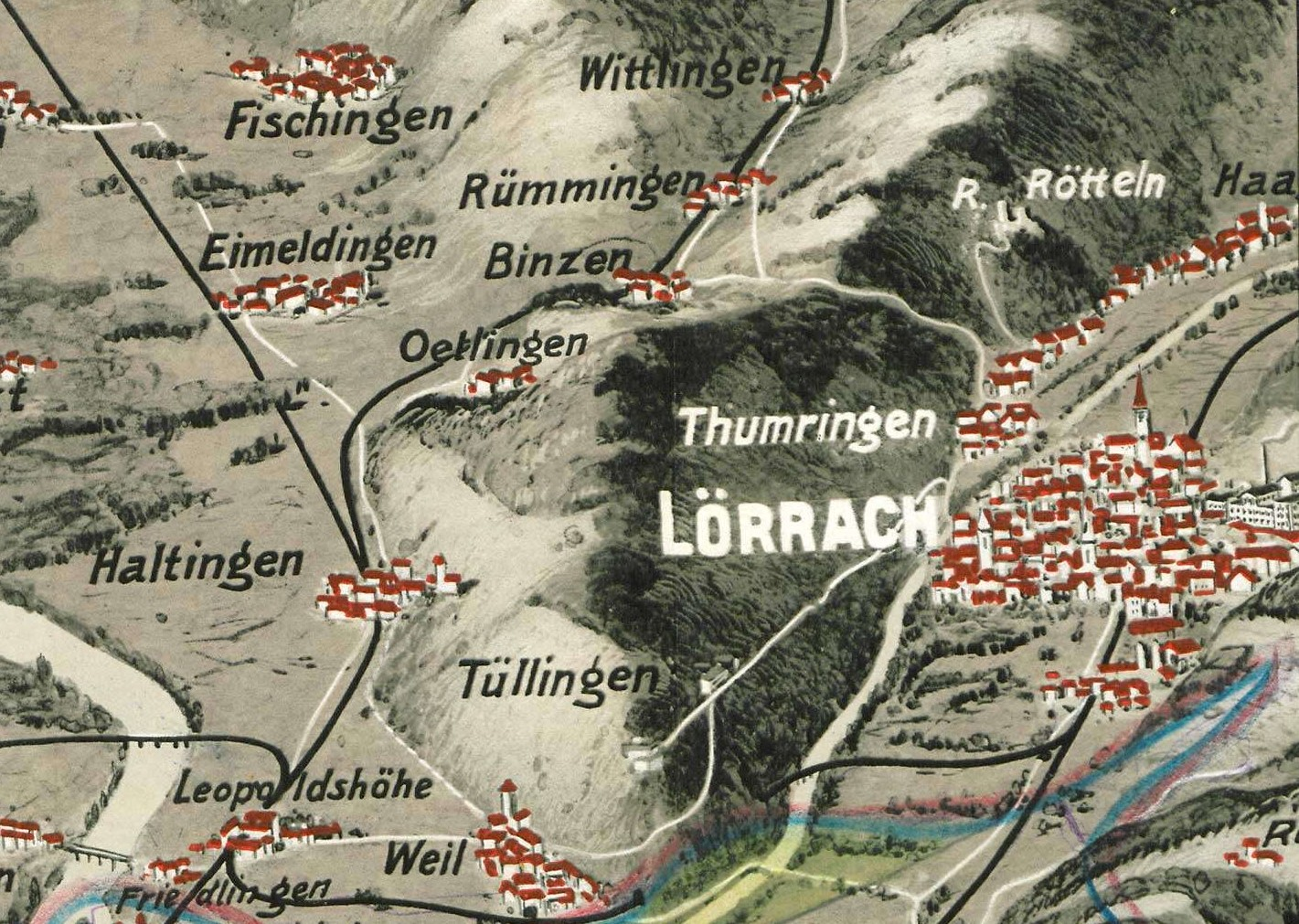
Darstellung des Tüllinger Bergs auf einer Karte von 1916

Auf dem Tüllinger Berg befindet sich westlich der Bergkuppe der exponierte Ortsteil Ötlingen, der zur Stadt Weil am Rhein gehört. Dieser Bergsporn wird manchmal auch als „Ötlinger Berg“ oder „Ötlinger Hornspitze“ bezeichnet und ragt bis zu 355 Meter auf. Von hier aus kann man neben dem sich westlich erstreckenden Rheintal auch den rund acht Kilometer entfernten Isteiner Klotz in Nordwestlicher Richtung sehen.
Westliche Hangausläufer liegen auf der Gemarkung von Haltingen. Einen flächenmäßig sehr kleinen Anteil am Tüllinger Berg hat die Schweizer Gemeinde Riehen, die am Südosthang – „Schlipf“ genannt – über einige Weinanbauflächen verfügt.

## Schutzgebiete
Von 1980 sind behördlich weite Teile des Tüllinger Bergs zum Landschaftsschutzgebiet erklärt worden, um die Flächen für die Naherholung zu sichern. Weitere Schutzflächen wurden in den 1990er Jahren deklariert. So ist eine 345 Hektar große Fläche des Berges, die sich aus drei verschiedenen Teilgebieten zusammensetzt, als Schutzgebiet Tüllinger Berg und Tongrube Rümmingen nach der Fauna-Flora-Habitat-Richtlinie ausgewiesen. Außerdem liefert die exponierte Lage des Berges vielen Wetterstationen wichtige Messwerte zur Wettervorhersage. Der Osthügel des Tüllinger Bergs gehört zum westlichen Rand des Naturparks Südschwarzwald. Der Tüllinger Berg ist ein naturschutzfachlich hochwertiger Kernlebensraum, der im Rahmen von vielen Projekten und Maßnahmen weiter aufgewertet werden soll.
Auf dem Tüllinger Berg gibt es sechs verschiedene Schutzzonen:
- Landschaftsschutzgebiet Tüllinger Berg,
- Natura-2000-Gebiet („FFH-Gebiet“) 8311-341 Tüllinger Berg und Tongrube Rümmingen,
- flächenhaftes Naturdenkmal,
- Vogelschutzgebiet 8311-441 Tüllinger Berg und Gleusen (548 Hektar),
- gesetzlich geschützte Biotope im Offenland (gemäß § 30 BNatSchG) und
- gesetzlich geschützte Biotope im Wald (gemäß § 30 BNatSchG und/oder § 30a LWaldG).

## Beschreibung

### Geologie
→ Siehe auch Geologie von Lörrach, Weil am Rhein, Haltingen, Ötlingen
Der Tüllinger Berg am Ausgang des Wiesentals im Süden der Oberrheinischen Tiefebene liegt größtenteils in der Tüllinger Süßwassermolasse, die von Cyrenenmergel und sandigen Partien der Elsässer Molasse überlagert wird. Weißer mergeliger Kalk wechselt mit fetten grünlichen Lettenbänken, die 20 Meter rund um den Berg eine steilere Böschung bilden. Als südlicher Abschluss des Markgräfler Hügellandes ist der Tüllinger Berg in Reliefumkehr in der Flexurrandmulde erhalten geblieben und hat gegenüber dem übrigen Hügelland einen abweichenden geologischen Aufbau.
Peter Merian beschrieb 1821 als Erster das Ausscheiden einer „Süßwasserformation“ am „Dillinger Berg“ und unterschied bei der Gesteinsbeschreibung drei Typen: erstens einen weißlich bis schmutzig gelben oder braunen, zerreiblichen Mergel, zweitens einen oft festen mit „einem im Großen flachmuschlichen Bruch“ und drittens einen festen, gelbgraulichen oder schwarzen Kalkstein mit Fossilien (Planorben und Lymnaeen).
Der Berg entstand wie auch das Delsberger Becken durch Grabenbruch und besteht größtenteils aus Gesteinen des Paläogens bzw. des Neogens. In Nord-Süd-Richtung verläuft innerhalb des Tüllinger Bergs eine Verwerfung, eine weitere findet sich am Hangfuß. Dies hat zur Folge, dass die Schichtenfolgen der Gesteine im Berg zueinander verschoben sind.
Die Böden des Tüllinger Bergs bestehen aus Löss und tonig-sandigen, kalkigen Böden und werden für Reb- und Obstanpflanzungen genutzt. Besonders entlang des Berggrats befinden sich Schichten aus dem Oberoligozän aus Tonmergel, Süßwasserkalke und Feinsande. Einige Bereiche von geringerem Umfang bestehen aus Locker- bzw. Festgesteinskörpern mit weitgehend aufgelöstem Gefüge (Rutschmasse). Der Südwesthang wird aufgrund dieser Beschaffenheit als Schlipf bezeichnet.

### Schlipfungen
Aufgrund der geologischen Zusammensetzung des Tüllinger Bergs ist dieser immer wieder Erdschlipfen ausgesetzt. Bereits 1328 war in den Riehener Gemeindeakten von „dem sliffe“ die Rede, 1344 weisen auch Weiler Akten darauf hin. Von größeren Bergrutschungen wird in Chroniken der Jahre 1450, 1697, 1712, 1831 und 1910 berichtet.
Eine besonders starke Schlipfung ereignete sich am 22. Juli 1758. In der zeitgenössischen Schilderung heißt es, dass sich „der Rebberg im Schlipf auf eine unheimliche Art“ geöffnet habe. Die dabei gebildeten Löcher seien so groß gewesen, dass ganze Häuser hineingepasst hätten. Der Erdgang ließ Quellen versiegen, Wege und Rebstücke versinken. Der Weiler Teich wurde auf 180 Meter Länge zugeschüttet. Das Ereignis von 1758 wurde durch anhaltende Regenfälle sowie eine Überschwemmung der Wiese verursacht. Das „große Gerütsche“ hat der Basler Topografen und Zeichner Emanuel Büchel bildlich festgehalten. Die historischen Schlipfe fanden schon vor Jahrhunderten Eingang in die Flurnamen.
Auch wenn die Schlipfe zur Riehener Seite aufgrund des steileren Hangs beträchtlicher ausfielen, gab es Erdrutsche auch zur Haltinger Seite hin. Auch nach 1758 entstanden größere Rutschungen, die nicht selten durch menschliche Eingriffe im Wegebau, bei Aushub von Gräben und Gruben sowie sonstigen Hanganschnitten verursacht oder begünstigt wurden. Obwohl die Bergschlipfe im 20. Jahrhundert seltener geworden sind, gab es auch in den 1960er und 1970er Jahren immer wieder durch sie verursachte Straßenschäden. Sowohl der Eisenbahntunnel von 1890 als auch der Ötlinger Berg weisen Molassemassen auf, die ursprünglich aus höheren Lagen des Tüllinger Bergs stammten.

### Naturräumliche Zuordnung
Der Tüllinger Berg (201c) gehört nach der Systematik des Handbuchs der naturräumlichen Gliederung Deutschlands zum Naturraum 201 Markgräfler Hügelland innerhalb der naturräumlichen Haupteinheit 20 Südliches Oberrheintiefland und bildet ihren südlichsten Ausläufer.

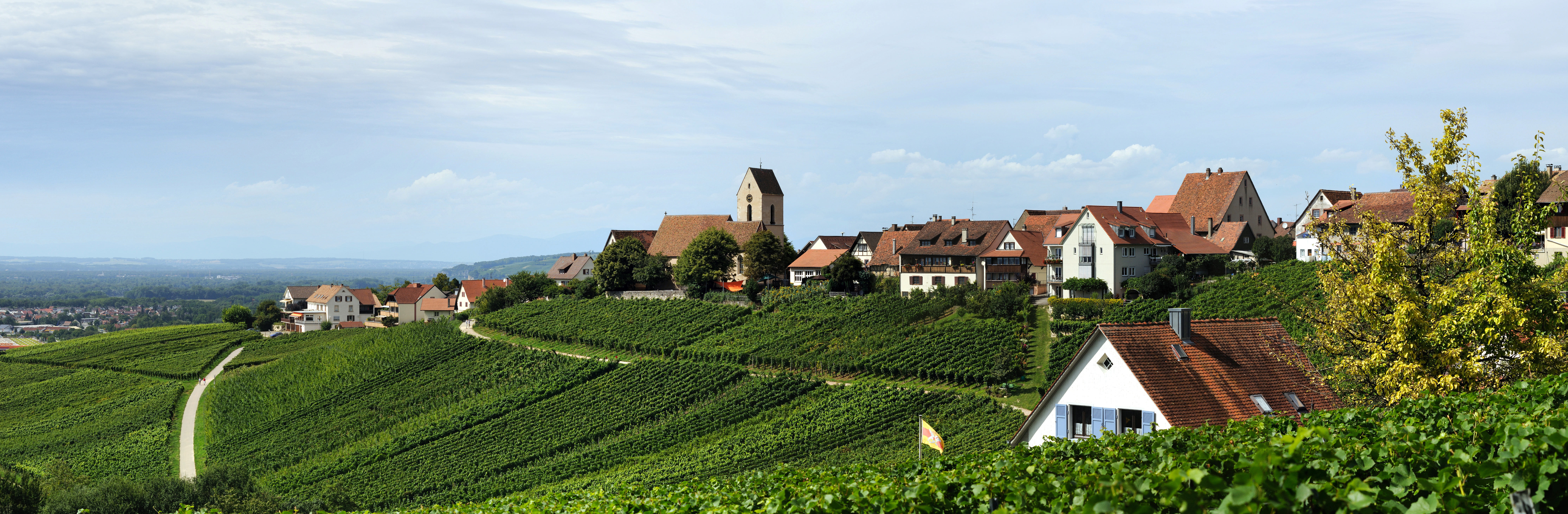
Blick vom Westhang des Tüllinger Berges in nordwestliche Richtung auf Ötlingen

### Flora und Fauna
Der Tüllinger Berg weist Bestände der Zaunammer und des Wendehalses auf. Die Population der Zaunammer ist die größte Südbadens. Man zählte auch Bestände des Gartenrotschwanzes und Wiedehopfs. Im Käferholz wurde auch der Pirol beobachtet. Die Vielzahl von Vogelarten (insgesamt rund 40) in den strukturierten und altholzreichen Obstbaumwiesen machen das Gebiet des Tüllinger Bergs ornithologisch überregional bedeutsam. In dem alt- und totholzreichen Buchenwald leben sowohl höhlenbrütende Waldvogelarten wie der Schwarz-, der Mittel- und der Grauspecht als auch die horstbrütenden Arten Schwarzmilan und Baumfalke. Diese Vogelarten nutzen das angrenzende Offenland für ihre Nahrungssuche.
Im Schlipf blühen im Frühjahr Wildtulpen (Tulipa sylvestris) zwischen den Weinreben. Diese Verwandte der heutigen Kulturtulpe wurde vermutlich im 16. Jahrhundert als Zierpflanze aus dem Mittelmeerraum in die Gärten Mitteleuropas eingeführt. Sie war am Kaiserstuhl, im Markgräfler Land und im Elsass weit verbreitet. Durch den Einsatz von Herbiziden in der Bodenbewirtschaftung sind die Wildtulpenbestände stark rückläufig.

### Verkehrswege

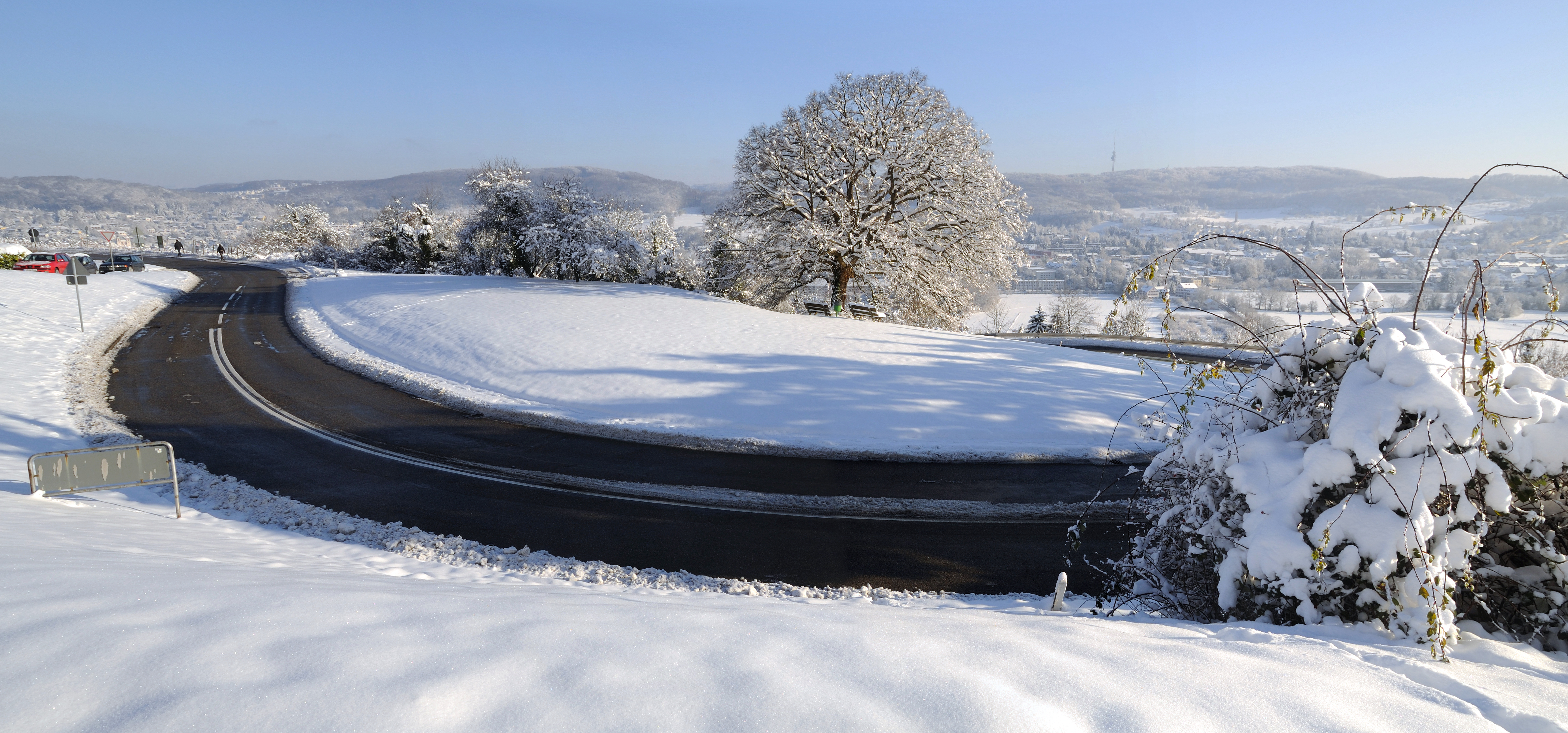
Passstraße im Winter zwischen Tüllingen und Weil

Aufgrund seiner Lage als natürliches Hindernis verlaufen zwei kleinere Bergpässe am Rande des Tüllinger Bergrückens. Einer führt von Alt-Weil nach Untertüllingen auf einer Höhe von 381 m nach Lörrach. Um diesen umständlichen Transitverkehr zu entlasten, wurde 2013 die teilweise auf Schweizer Staatsgebiet verlaufende Zollfreistrasse als Verbindung der beiden Städte eröffnet. Dieses knapp 740 Meter lange Verbindungsstück besteht aus einem Brücken- und Tunnelbauwerk, das an dieser Stelle auch den Fluss Wiese quert. Am nördlichen Rand treffen die Ausläufer des Tüllinger Berges auf den zum Schwarzwald gehörenden Röttler Wald. Der dadurch gebildete verkehrsreiche Passübergang wird als „Lucke“ (366 m ü. NHN) bezeichnet und überführt mehrere Verkehrswege, unter anderem die A98, in Ost-West-Richtung.

Am südöstlichen Ausläufer des Tüllinger Bergs führt die Bahnstrecke Weil am Rhein–Lörrach, auch Gartenbahn genannt, mit dem 864 Meter langen Tüllinger Tunnel durch den Berg. Er wurde am 20. Mai 1890 nach dreijähriger Bauzeit eröffnet.

### Lindenplatz

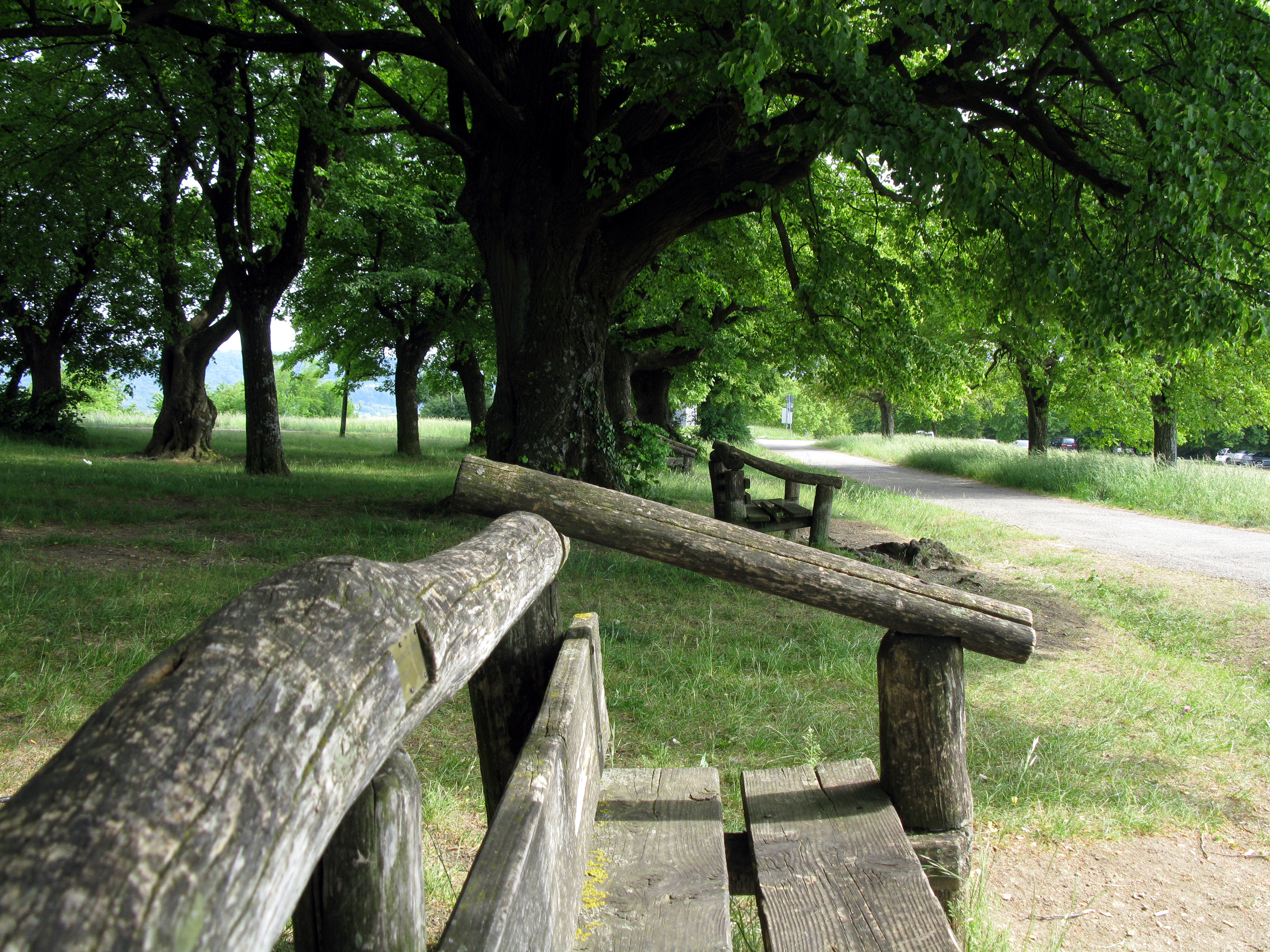
Lindenplatz auf dem Tüllinger Berg

Ein vielfach genutzter Platz auf dem plateauartig abgeflachten Bergrücken des Tüllinger Bergs ist der Lindenplatz. Er liegt etwas oberhalb von Obertüllingen (Lage) und ist sowohl mit dem Linienbus als auch mit dem Individualverkehr erreichbar. Ein Wanderparkplatz steht für den PKW-Verkehr zur Verfügung. Der Platz wird umrahmt von den namensgebenden, teilweise Jahrhunderte alten Lindenbäumen. Vom Lindenplatz aus hat man einen umfassenden Ausblick, besonders auf die Basler Bucht, Weil am Rhein und das beginnende Oberrheintal. Das traditionelle Fastnachtsfeuer findet unmittelbar in der Nähe auf den Freiflächen am Waldrand statt. Oft wird der Platz als Ausgangspunkt für geführte Wanderungen auf dem Tüllinger verwendet und ist ein beliebter Anziehungspunkt für Menschen der Region. Zwischen dem Lindenplatz und dem nördlichen Käferholz gibt es Grillplätze.
Am Lindenplatz befindet sich ein demoliertes Hindenburg-Denkmal. Das Denkmal wurde von der im damals deutschen Elsass stationierten Hüninger Landwehr im Zusammenhang mit der rückwärtigen Verteidigungslinie des Kaiserreichs errichtet. Etwa 200 Meter nördlich davon steht am Waldrand ein Denkmal für Markgraf Ludwig Wilhelm zur Erinnerung an die Schlacht am Käferholz.

### Wander- und Themenwege
Über den Tüllinger Berg verläuft die elf Kilometer lange 13. und letzte Etappe des Westwegs (Variante A) von Wollbach nach Basel. Entlang des Westwegs befindet sich unweit vom höchsten Punkt des Tüllinger Bergs die nach Hermann Daur benannte Daur-Hütte, eine Schutzhütte am Waldrand. Das 92 Kilometer lange Markgräfler Wiiwegli endet bei Ötlingen im Panoramaweg des Tüllinger Berges und führt dann hinunter zum zentralen Lindenplatz in Alt-Weil.
Um Besuchern den Berg näherzubringen, hat das Trinationale Umweltzentrum sechs Touren zusammengestellt: Nordtour, Kunstweg, Sommertour, Rebtour, Südtour sowie eine Rundtour.

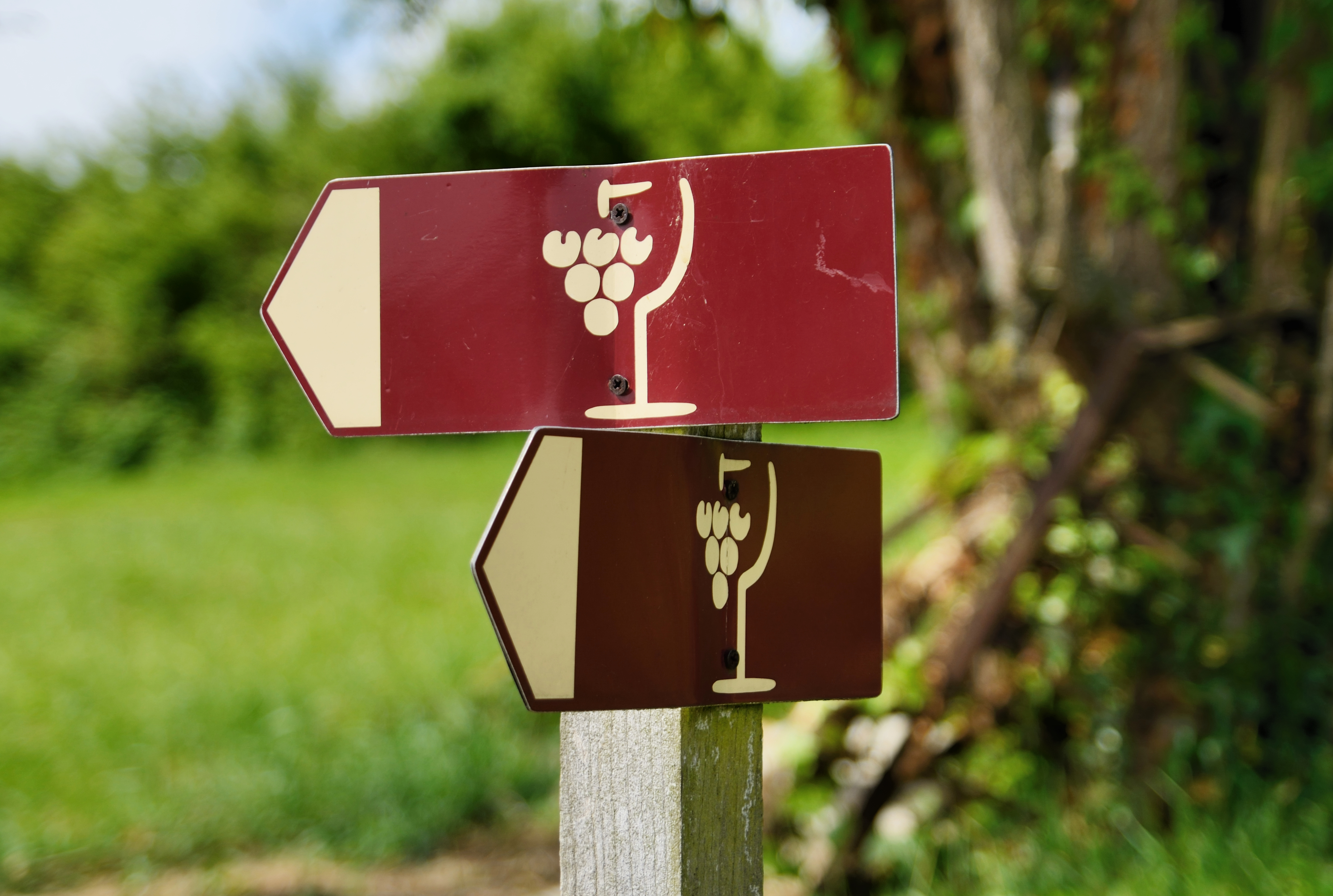
Wegweiser des Weinwegs

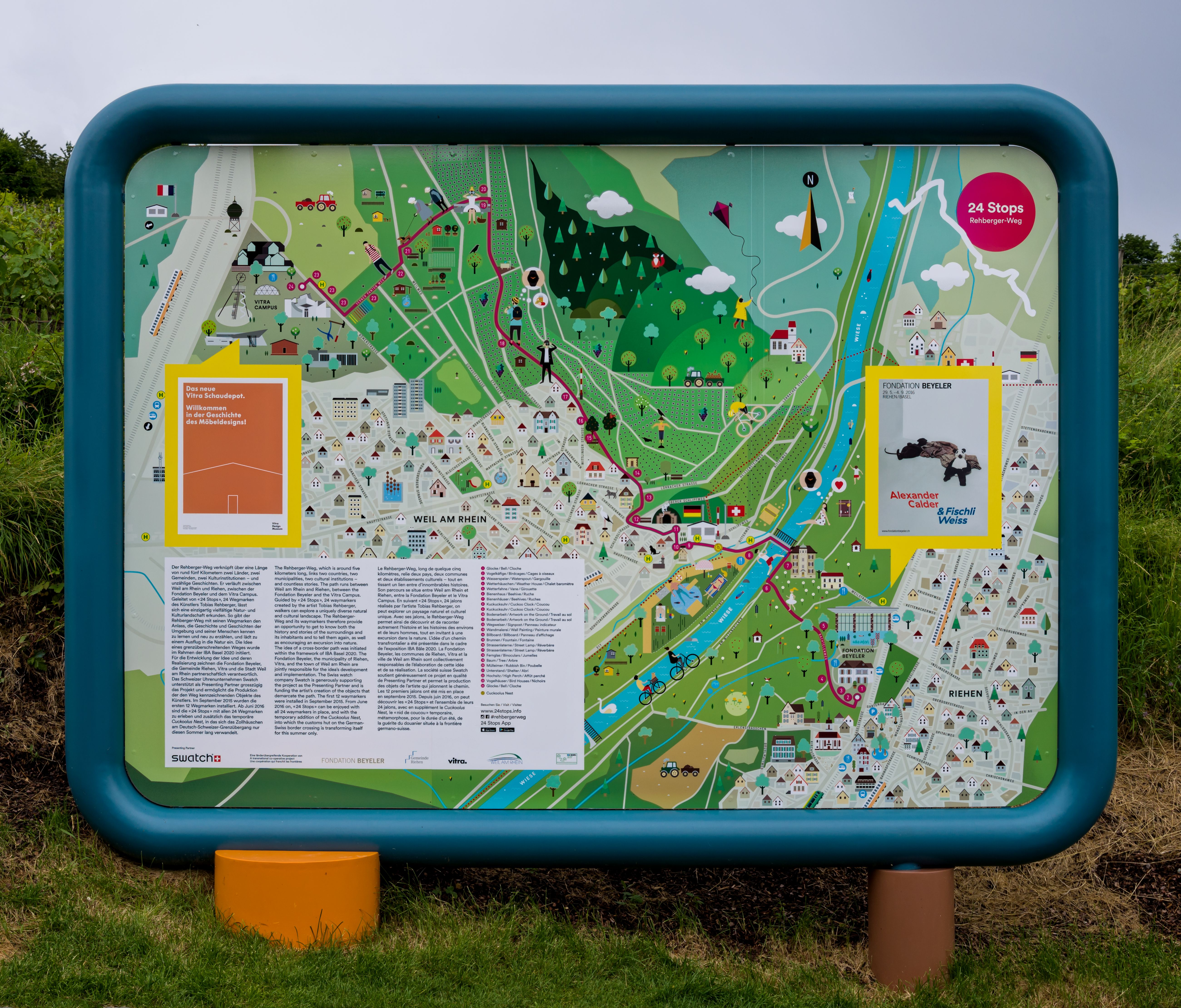
Der Kunstweg 24 Stops

Der Tourismusverband Schwarzwald hat in Zusammenarbeit mit den örtlichen Tourismusverbänden drei Weinwege eingerichtet: einen knapp zwei Kilometer langen (Tüllinger Weinweg) und zwei knapp vier Kilometer lange (Riehener und Weiler Weinweg) Panoramawege entlang des Berghanges mit wenigen Metern Höhenunterschied. Insgesamt 50 Thementafeln informieren über Lage, Weine, Landschaft sowie die Natur und den Alltag der Winzer. Es werden auch verschiedene Führungen angeboten.
Ein Teilabschnitt des Jakobswegs führt, von Binzen kommend, durch die Dorfstraße von Ötlingen und weiter entlang des Tüllinger Bergs nach Weil am Rhein und in die Schweiz.
Am Südwestrand führt der fünf Kilometer lange Kunstweg 24 Stops, auch Rehberger-Weg, vom Vitra Campus in Weil zur Fondation Beyeler nach Riehen mit 24 Skulpturen und Installationen vom deutschen Künstler Tobias Rehberger. Der bi-nationale Kunstweg verbindet damit zwei Länder, zwei Gemeinden und zwei bedeutende Orte für Kunst miteinander. Die ersten zwölf Wegpunkte wurden im September 2015 installiert, seit Juni 2016 sind alle 24 Wegmarken zu beschreiten.
Entlang der Landesgrenze befinden sich einige teilweise mehrere hundert Jahre alte Grenzsteine. Der Grenzstein Nr. 38 am Lichsenweg aus dem Jahr 1491 war bis in die 1970er Jahre fast vollständig zugewachsen und von Erde zugeschüttet. Die Hebung und zentimetergenaue Neuausrichtung dieses Grenzsteins wurde von Vertretern beider Landesvermessungsämter durchgeführt. Zum Gedenken an diesen Grenzstein wurde am 16. September 1997 das „Düllinger Landesgrenzstein-Bänkli“ eingeweiht. Auf dieser Bank sitzt man in Deutschland, während sich die ausgestreckten Füße auf Schweizer Staatsgebiet befinden. Neben der Bank befindet sich die Skulptur De Wiibuur vom Grenzeck des Künstlers Wolfgang Gerstner.

## Nutzung

### Obstanbau und Forst
Neben ausgedehnten Streuobstwiesen und den Rebkulturen zeichnet sich der Tüllinger Berg durch seine Grabelandflächen, einen geringen Ackerflächenbestand, insbesondere im Nordteil, und großflächig zusammenhängende Laubwälderflächen auf dem Bergrücken aus. Die Bergkuppe des Tüllinger Berges ist fast komplett bewaldet. Der südliche Teil des Waldes wird als Käferholz bezeichnet, der nördliche als Forlenwald.

### Weinanbau

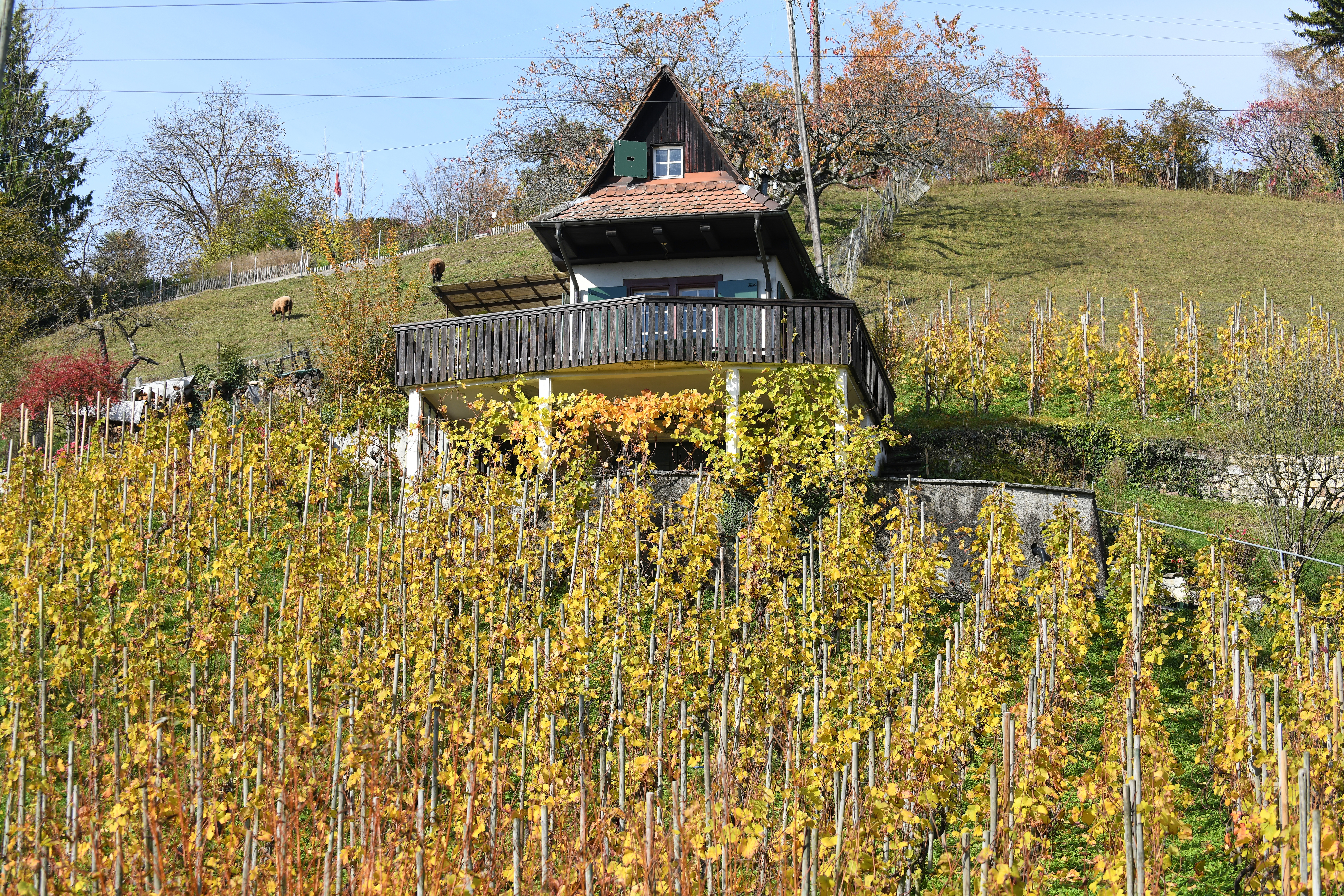
Weinanbau am Tüllinger Berg (Riehener Weinberg)

Dank des milden Klimas, besonders durch die warmen Luftmassen, welche die Burgundische Pforte im Frühjahr aus dem Mittelmeerraum ins Markgräfler Land führt, und den vielfältigen und nährstoffreichen Böden wird an den Hängen des Tüllingers Wein angebaut. Geschlossene Rebareale befinden sich im Süden zwischen Baselweg, Lichsenweg und am unteren Wagenkehrweg in Richtung Alt-Weil. Durch das milde Klima gedeiht am Südwesthang des Tüllingers der Markgräfler Wein.
Es wachsen unter anderem die Sorten Gutedel, Silvaner und Spätburgunder. Während am Südhang aufgrund der höheren Sonnenscheinstunden rund 60 % Rotwein- und etwa 40 % Weißweinreben angebaut werden, ist das Verhältnis am östlichen Hang umgekehrt. Die Weinanbauflächen verteilen sich auf sieben deutsche und zwei schweizerische Weingüter – teilweise privat, teilweise genossenschaftlich organisiert.